# Sainte-Marie-Kerque
Sainte-Marie-Kerque è un comune francese di 1 552 abitanti situato nel dipartimento del Passo di Calais nella regione dell'Alta Francia.
Nel suo territorio il fiume Hem sfocia nell'Aa. 

## Società

### Evoluzione demografica
Abitanti censiti